# Ускож-Великий
Ускож-Великий (пол. Uskorz Wielki) — село в Польщі, у гміні Волув Воловського повіту Нижньосілезького воєводства.
Населення — 230 осіб (2011).
У 1975-1998 роках село належало до Вроцлавського воєводства.

## Демографія
Демографічна структура станом на 31 березня 2011 року:
|          | Загалом | Допрацездатний вік | Працездатний вік | Постпрацездатний вік |
| -------- | ------- | ------------------ | ---------------- | -------------------- |
| Чоловіки | 111     | 22                 | 82               | 7                    |
| Жінки    | 119     | 23                 | 76               | 20                   |
| Разом    | 230     | 45                 | 158              | 27                   |